# Kbelany
Kbelany (en allemand : Wellana) est une commune du district de Plzeň-Nord, dans la région de Plzeň, en Tchéquie. Sa population s'élevait à 113 habitants en 2022.

## Géographie
Kbelany se trouve à 11 km au sud-ouest du centre de Město Touškov, à 18 km à l'ouest du centre de Plzeň et à 102 km à l'ouest-sud-ouest de Prague.
La commune est limitée par Pňovany et Úlice au nord, par Nýřany et Rochlov à l'est, par Přehýšov au sud, et par Hněvnice et Sulislav à l'ouest.

## Histoire
La première mention écrite de la localité date de 1239.

## Transports
Par la route, Kbelany se trouve à 7 km du centre de Nýřany, à 26 km de Plzeň et à 122 km de Prague. 